# Lista siturilor arheologice din județul Cluj - F
Lista siturilor arheologice din județul Cluj - F conține toate siturile arheologice din județul Cluj înscrise în Repertoriul Arheologic Național (RAN) și aflate în localități al căror nume începe cu litera F. RAN este administrat de Ministerul Culturii și Patrimoniului Național și cuprinde date științifice, cartografice, topografice, imagini și planuri, precum și orice alte informații privitoare la zonele cu potențial arheologic, studiate sau nu, încă existente sau dispărute.
Puteți căuta un sit din localitățile care încep cu litera F folosind formularul de mai jos sau puteți naviga prin toate siturile din județ la Lista siturilor arheologice din județul Cluj.
| Cod RAN                                  | Denumire | Localitate                                | Adresă               | Datare                       | Descoperit | Coordonate                                              | Imagine           | Erori            |
| ---------------------------------------- | --- | ----------------------------------------- | -------------------- | ---------------------------- | ---------- | ------------------------------------------------------- | ----------------- | ---------------- |
| 56808.01.01 (Cod LMI: CJ-I-m-B-07047.02) | Așezarea fortificată de la Feldioara - "Dealul Cetății" / ansamblu anonim (Categorie: locuire civilă) (Tip: Așezare fortificată)                  | sat Feldioara, comuna Cătina              | Dealul Cetății       |                              |            | 46°53′20″N 24°08′50″E / 46.88896°N 24.14719°E           | Încărcați imagine | Raportați eroare |
| 56808.01.02 (Cod LMI: CJ-I-m-B-07047.01) | Așezarea fortificată de la Feldioara - "Dealul Cetății" / ansamblu anonim (Categorie: locuire civilă) (Tip: Așezare fortificată)                  | sat Feldioara, comuna Cătina              | Dealul Cetății       |                              |            | 46°53′20″N 24°08′50″E / 46.88896°N 24.14719°E           | Încărcați imagine | Raportați eroare |
| 56808.02.01 (Cod LMI: CJ-I-s-B-07048)    | Așezarea din epoca bronzului de la Feldioara - "Ciurgău" / ansamblu anonim (Categorie: locuire civilă) (Tip: Așezare)                             | sat Feldioara, comuna Cătina              | Ciurgău              |                              |            | 46°53′20″N 24°08′41″E / 46.88879°N 24.14459°E           | Încărcați imagine | Raportați eroare |
| 56808.03.01 (Cod LMI: CJ-I-s-B-07049)    | Tumulii de la Feldioara / ansamblu anonim (Categorie: descoperire funerară) (Tip: Grup de tumuli)                                                 | sat Feldioara, comuna Cătina              |                      |                              |            |                                                         | Încărcați imagine | Raportați eroare |
| 57010.01.01 (Cod LMI: CJ-I-s-B-07045)    | Tumulii de la Feiurdeni - "Ciup" / ansamblu anonim (Categorie: descoperire funerară) (Tip: Grup de tumuli)                                        | sat Feiurdeni, comuna Chinteni            | Ciup                 |                              |            |                                                         | Încărcați imagine | Raportați eroare |
| 57010.02.01 (Cod LMI: CJ-I-m-B-07046.04) | Situl arheologic de la Feiurdeni - "Viloc" / ansamblu anonim (Categorie: locuire civilă) (Tip: Așezare)                                           | sat Feiurdeni, comuna Chinteni            | Viloc                | Coțofeni                     |            | 46°52′48″N 23°36′30″E / 46.88012°N 23.60837°E           | Încărcați imagine | Raportați eroare |
| 57010.02.02 (Cod LMI: CJ-I-m-B-07046.03) | Situl arheologic de la Feiurdeni - "Viloc" / ansamblu anonim (Categorie: locuire civilă) (Tip: Așezare)                                           | sat Feiurdeni, comuna Chinteni            | Viloc                | Bodrogkeresztur              |            | 46°52′48″N 23°36′30″E / 46.88012°N 23.60837°E           | Încărcați imagine | Raportați eroare |
| 57010.02.03 (Cod LMI: CJ-I-m-B-07046.02) | Situl arheologic de la Feiurdeni - "Viloc" / ansamblu anonim (Categorie: locuire civilă) (Tip: Așezare)                                           | sat Feiurdeni, comuna Chinteni            | Viloc                |                              |            | 46°52′48″N 23°36′30″E / 46.88012°N 23.60837°E           | Încărcați imagine | Raportați eroare |
| 57010.02.04 (Cod LMI: CJ-I-m-B-07046.01) | Situl arheologic de la Feiurdeni - "Viloc" / ansamblu anonim (Categorie: locuire civilă) (Tip: Așezare)                                           | sat Feiurdeni, comuna Chinteni            | Viloc                |                              |            | 46°52′48″N 23°36′30″E / 46.88012°N 23.60837°E           | Încărcați imagine | Raportați eroare |
| 57715.01.01 (Cod LMI: CJ-I-m-B-07050.02) | Situl arheologic de la Florești - "Tarișnea Dâmb" / ansamblu anonim (Categorie: locuire civilă) (Tip: Așezare)                                    | sat Florești, comuna Florești             | Tarișnea Dâmb        |                              |            |                                                         | Încărcați imagine | Raportați eroare |
| 57715.01.02 (Cod LMI: CJ-I-m-B-07050.01) | Situl arheologic de la Florești - "Tarișnea Dâmb" / ansamblu anonim (Categorie: locuire civilă) (Tip: Așezare)                                    | sat Florești, comuna Florești             | Tarișnea Dâmb        |                              |            |                                                         | Încărcați imagine | Raportați eroare |
| 57715.02.01 (Cod LMI: CJ-I-s-A-07051)    | Situl arheologic de la Florești - "Labu" / ansamblu anonim (Categorie: locuire civilă) (Tip: Așezare)                                             | sat Florești, comuna Florești             | Labu                 | Coțofeni                     |            | 46°45′14″N 23°29′08″E / 46.75396°N 23.48569°E           | Încărcați imagine | Raportați eroare |
| 57715.02.02 (Cod LMI: CJ-I-s-A-07051)    | Situl arheologic de la Florești - "Labu" / ansamblu anonim (Categorie: locuire civilă) (Tip: Așezare)                                             | sat Florești, comuna Florești             | Labu                 |                              |            | 46°45′14″N 23°29′08″E / 46.75396°N 23.48569°E           | Încărcați imagine | Raportați eroare |
| 57715.02.03 (Cod LMI: CJ-I-s-A-07051)    | Situl arheologic de la Florești - "Labu" / ansamblu anonim (Categorie: locuire civilă) (Tip: Așezare)                                             | sat Florești, comuna Florești             | Labu                 |                              |            | 46°45′14″N 23°29′08″E / 46.75396°N 23.48569°E           | Încărcați imagine | Raportați eroare |
| 57715.02.04 (Cod LMI: CJ-I-s-A-07051)    | Situl arheologic de la Florești - "Labu" / ansamblu anonim (Categorie: locuire civilă) (Tip: Așezare)                                             | sat Florești, comuna Florești             | Labu                 | sec. II - III d.Hr.          |            | 46°45′14″N 23°29′08″E / 46.75396°N 23.48569°E           | Încărcați imagine | Raportați eroare |
| 57715.02.05 (Cod LMI: CJ-I-s-A-07051)    | Situl arheologic de la Florești - "Labu" / ansamblu anonim (Categorie: locuire civilă) (Tip: Așezare)                                             | sat Florești, comuna Florești             | Labu                 |                              |            | 46°45′14″N 23°29′08″E / 46.75396°N 23.48569°E           | Încărcați imagine | Raportați eroare |
| 57715.02.06 (Cod LMI: CJ-I-m-A-07051.01) | Situl arheologic de la Florești - "Labu" / ansamblu anonim (Categorie: locuire civilă) (Tip: Cetate)                                              | sat Florești, comuna Florești             | Labu                 | sec. XIII - XIV d.Hr.        |            | 46°45′14″N 23°29′08″E / 46.75396°N 23.48569°E           | Încărcați imagine | Raportați eroare |
| 57715.02.07 (Cod LMI: CJ-I-s-A-07051)    | Situl arheologic de la Florești - "Labu" / ansamblu anonim (Categorie: locuire civilă) (Tip: Așezare)                                             | sat Florești, comuna Florești             | Labu                 | sec. I. î.Hr. - sec. I d.Hr. |            | 46°45′14″N 23°29′08″E / 46.75396°N 23.48569°E           | Încărcați imagine | Raportați eroare |
| 57715.03.01 (Cod LMI: CJ-I-s-B-07052)    | Tumulii de la Florești - "Hotmort" / ansamblu anonim (Categorie: descoperire funerară) (Tip: Grup de tumuli)                                      | sat Florești, comuna Florești             | Hotmort              |                              |            | 46°43′45″N 23°28′17″E / 46.72905°N 23.4715°E            | Încărcați imagine | Raportați eroare |
| 58160.01.01                              | Așezarea de la Fundătura - "Poderei" / ansamblu anonim (Categorie: locuire civilă) (Tip: Așezare)                                                 | sat Fundătura, comuna Iclod               | Poderei              | Petrești                     |            | 46°57′55″N 23°46′22″E / 46.96526°N 23.77291°E           | Încărcați imagine | Raportați eroare |
| 57751.01.01                              | Așezările neolitice de la Frata / ansamblu anonim (Categorie: locuire civilă) (Tip: Așezare)                                                      | sat Frata, comuna Frata                   |                      |                              |            | 46°41′52″N 24°02′25″E / 46.69766°N 24.04025°E           | Încărcați imagine | Raportați eroare |
| 57715.04.01                              | Așezări neo-eneolitice la Florești - Proprietatea Mikeș / ansamblu anonim (Categorie: locuire civilă) (Tip: Așezare)                              | sat Florești, comuna Florești             | Proprietatea Mikeș   |                              |            |                                                         | Încărcați imagine | Raportați eroare |
| 57653.01.01                              | Așezarea de la Fizeșu Gherlii - "Kiszsedem" / ansamblu anonim (Categorie: locuire civilă) (Tip: Așezare)                                          | sat Fizeșu Gherlii, comuna Fizeșu Gherlii | Kiszsedem            | Iclod                        | 1902       | 47°01′20″N 23°58′52″E / 47.02211°N 23.98124°E           | Încărcați imagine | Raportați eroare |
| 57653.02.01                              | Așezările neolitice de la Fizeșu Gherlii - Cordela / ansamblu anonim (Categorie: locuire civilă) (Tip: Așezare)                                   | sat Fizeșu Gherlii, comuna Fizeșu Gherlii | Cordela              | Iclod                        |            | 47°00′46″N 23°58′20″E / 47.01273°N 23.9721°E            | Încărcați imagine | Raportați eroare |
| 57591.01                                 | Răzuitor neolitic la Feleacu (Categorie: descoperire izolată) (Tip: obiect izolat)                                                                | sat Feleacu, comuna Feleacu               |                      |                              |            |                                                         | Încărcați imagine | Raportați eroare |
| 56808.04.01                              | Așezarea neolitică de la Feldioara - "Dealul cu Șea" / ansamblu anonim (Categorie: locuire civilă) (Tip: Așezare)                                 | sat Feldioara, comuna Cătina              | Dealul cu Șea        |                              |            | 46°53′45″N 24°09′12″E / 46.89595°N 24.15338°E           | Încărcați imagine | Raportați eroare |
| 56808.05                                 | Măciucă neolitică din piatră la Feldioara - "La Movilă" (Categorie: descoperire izolată) (Tip: obiect izolat)                                     | sat Feldioara, comuna Cătina              | La Movilă            |                              |            |                                                         | Încărcați imagine | Raportați eroare |
| 56808.06.01                              | Mormântul de la Feldioara - "Piscul Lung" / ansamblu anonim (Categorie: descoperire funerară) (Tip: Mormânt)                                      | sat Feldioara, comuna Cătina              | Piscul Lung          | Decea                        |            | 46°53′35″N 24°09′30″E / 46.89298°N 24.15832°E           | Încărcați imagine | Raportați eroare |
| 58160.02.01                              | Situl arheologic de la Fundătura - "Șesul Mare" / ansamblu anonim (Categorie: locuire) (Tip: neprecizat)                                          | sat Fundătura, comuna Iclod               | Șesul Mare           |                              | 2004       |                                                         | Încărcați imagine | Raportați eroare |
| 58160.02.02                              | Situl arheologic de la Fundătura - "Șesul Mare" / ansamblu anonim (Categorie: locuire) (Tip: neprecizat)                                          | sat Fundătura, comuna Iclod               | Șesul Mare           |                              | 2004       |                                                         | Încărcați imagine | Raportați eroare |
| 58160.02.03                              | Situl arheologic de la Fundătura - "Șesul Mare" / ansamblu anonim (Categorie: locuire) (Tip: neprecizat)                                          | sat Fundătura, comuna Iclod               | Șesul Mare           |                              | 2004       |                                                         | Încărcați imagine | Raportați eroare |
| 58160.02.04                              | Situl arheologic de la Fundătura - "Șesul Mare" / ansamblu anonim (Categorie: locuire) (Tip: neprecizat)                                          | sat Fundătura, comuna Iclod               | Șesul Mare           |                              | 2004       |                                                         | Încărcați imagine | Raportați eroare |
| 58160.02.05                              | Situl arheologic de la Fundătura - "Șesul Mare" / ansamblu anonim (Categorie: locuire) (Tip: neprecizat)                                          | sat Fundătura, comuna Iclod               | Șesul Mare           |                              | 2004       |                                                         | Încărcați imagine | Raportați eroare |
| 57715.05.01 (Cod LMI: CJ-II-m-B-07616)   | Biserica medievală de la Florești / ansamblu anonim (Categorie: structură de cult/religioasă) (Tip: Biserică)                                     | sat Florești, comuna Florești             | str. Avram Iancu 217 | sec. XIV - XV                |            |                                                         | Încărcați imagine | Raportați eroare |
| 57715.05.01 (Cod LMI: CJ-II-m-B-07616)   | Biserica medievală de la Florești / complex anonim (Categorie: structură de cult/religioasă) (Tip: clopotniță)                                    | sat Florești, comuna Florești             | str. Avram Iancu 217 | sec. XVIII-XIX               |            |                                                         | Încărcați imagine | Raportați eroare |
| 57591.02.01 (Cod LMI: CJ-II-m-A-07613)   | Biserica Cuvioasa Paraschiva a Episcopiei Feleacului și Vadului de la Feleacu / ansamblu anonim (Categorie: construcție de cult) (Tip: biserică)  | sat Feleacu, comuna Feleacu               | 475                  | sec. XV-XVIII                |            | 46°42′50″N 23°37′23″E / 46.7138888889°N 23.6230555556°E | Încărcați imagine | Raportați eroare |
| 57591.02.02 (Cod LMI: CJ-II-m-A-07613)   | Biserica Cuvioasa Paraschiva a Episcopiei Feleacului și Vadului de la Feleacu / ansamblu anonim (Categorie: construcție de cult) (Tip: Necropolă) | sat Feleacu, comuna Feleacu               | 475                  | sec. XV-XVIII                |            | 46°42′50″N 23°37′23″E / 46.7138888889°N 23.6230555556°E | Încărcați imagine | Raportați eroare |
| 57715.06.02                              | Situl arheologic de la Florești - "Șapca Verde" / ansamblu anonim (Categorie: locuire) (Tip: Așezare)                                             | sat Florești, comuna Florești             | Șapca Verde          | Coțofeni                     |            | 46°45′07″N 25°31′53″E / 46.75195°N 25.53139°E           | Încărcați imagine | Raportați eroare |
| 57715.06.06                              | Situl arheologic de la Florești - "Șapca Verde" / ansamblu anonim (Categorie: locuire) (Tip: Monument comemorativ)                                | sat Florești, comuna Florești             | Șapca Verde          | romană                       |            | 46°45′07″N 25°31′53″E / 46.75195°N 25.53139°E           | Încărcați imagine | Raportați eroare |
| 57715.06.06                              | Situl arheologic de la Florești - "Șapca Verde" / complex anonim (Categorie: locuire) (Tip: mormânt de incinerație)                               | sat Florești, comuna Florești             | Șapca Verde          |                              |            | 46°45′07″N 25°31′53″E / 46.75195°N 25.53139°E           | Încărcați imagine | Raportați eroare |
| 57715.06.07                              | Situl arheologic de la Florești - "Șapca Verde" / ansamblu anonim (Categorie: locuire) (Tip: Așezare)                                             | sat Florești, comuna Florești             | Șapca Verde          | gepidică sec. V d.Hr.        |            | 46°45′07″N 25°31′53″E / 46.75195°N 25.53139°E           | Încărcați imagine | Raportați eroare |
| 57715.06.09                              | Situl arheologic de la Florești - "Șapca Verde" / ansamblu anonim (Categorie: locuire) (Tip: Așezare)                                             | sat Florești, comuna Florești             | Șapca Verde          | sec. VII-VIII d.Hr.          |            | 46°45′07″N 25°31′53″E / 46.75195°N 25.53139°E           | Încărcați imagine | Raportați eroare |
| 57715.06.08                              | Situl arheologic de la Florești - "Șapca Verde" / ansamblu anonim (Categorie: locuire) (Tip: necropola de inhumație)                              | sat Florești, comuna Florești             | Șapca Verde          | gepidică 450-567 d.Hr.       |            | 46°45′07″N 25°31′53″E / 46.75195°N 25.53139°E           | Încărcați imagine | Raportați eroare |
| 57715.06.05                              | Situl arheologic de la Florești - "Șapca Verde" / ansamblu anonim (Categorie: locuire) (Tip: așezare)                                             | sat Florești, comuna Florești             | Șapca Verde          |                              |            | 46°45′07″N 25°31′53″E / 46.75195°N 25.53139°E           | Încărcați imagine | Raportați eroare |
| 57715.06.04                              | Situl arheologic de la Florești - "Șapca Verde" / ansamblu anonim (Categorie: locuire) (Tip: necropola de înhumație)                              | sat Florești, comuna Florești             | Șapca Verde          | Noua 1300-1100 î.Hr.         |            | 46°45′07″N 25°31′53″E / 46.75195°N 25.53139°E           | Încărcați imagine | Raportați eroare |
| 57715.06.03                              | Situl arheologic de la Florești - "Șapca Verde" / ansamblu anonim (Categorie: locuire) (Tip: necropola de incinerație)                            | sat Florești, comuna Florești             | Șapca Verde          | Wietenberg - IV              |            | 46°45′07″N 25°31′53″E / 46.75195°N 25.53139°E           | Încărcați imagine | Raportați eroare |
| 57715.06.01                              | Situl arheologic de la Florești - "Șapca Verde" / ansamblu anonim (Categorie: locuire) (Tip: așezare)                                             | sat Florești, comuna Florești             | Șapca Verde          |                              |            | 46°45′07″N 25°31′53″E / 46.75195°N 25.53139°E           | Încărcați imagine | Raportați eroare |
| 57653.04.01                              | Așezarea neolitică de la Fizeșu Gherlii - Cetatea Furnicilor / ansamblu anonim (Categorie: locuire) (Tip: așezare deschisă)                       | sat Fizeșu Gherlii, comuna Fizeșu Gherlii | Cetatea Furnicilor   |                              |            | 47°01′59″N 23°59′01″E / 47.03296°N 23.98354°E           | Încărcați imagine | Raportați eroare |
| 57653.05.01                              | Așezarea neolitică de la Fizeșu Gherlii - Nagyszekem / ansamblu anonim (Categorie: locuire) (Tip: așezare deschisă)                               | sat Fizeșu Gherlii, comuna Fizeșu Gherlii | Nagyszekem           |                              |            | 47°01′32″N 23°59′49″E / 47.02555°N 23.99706°E           | Încărcați imagine | Raportați eroare |
| 57715.07.01                              | Situl arheologic de la Florești - Tarisnyas / ansamblu anonim (Categorie: locuire) (Tip: așezare deschisă)                                        | sat Florești, comuna Florești             | Tarisnyas            |                              |            | 46°45′39″N 23°28′43″E / 46.76078°N 23.47858°E           | Încărcați imagine | Raportați eroare |
| 57715.08.01                              | Așezarea din epoca bronzului de la Florești - Cetate / ansamblu anonim (Categorie: locuire) (Tip: așezare deschisă)                               | sat Florești, comuna Florești             | Cetate               |                              |            | 46°43′55″N 23°29′16″E / 46.73204°N 23.48778°E           | Încărcați imagine | Raportați eroare |
| 57715.09.01                              | Situl arheologic de la Florești - Cetatea Fetei / ansamblu anonim (Categorie: locuire) (Tip: așezare deschisă)                                    | sat Florești, comuna Florești             | Cetatea Fetei        | Coțofeni                     |            | 46°43′52″N 23°29′50″E / 46.73098°N 23.49709°E           | Încărcați imagine | Raportați eroare |
| 57715.09.02                              | Situl arheologic de la Florești - Cetatea Fetei / ansamblu anonim (Categorie: locuire) (Tip: așezare deschisă)                                    | sat Florești, comuna Florești             | Cetatea Fetei        |                              |            | 46°43′52″N 23°29′50″E / 46.73098°N 23.49709°E           | Încărcați imagine | Raportați eroare |
| 57715.09.03                              | Situl arheologic de la Florești - Cetatea Fetei / ansamblu anonim (Categorie: locuire) (Tip: așezare deschisă)                                    | sat Florești, comuna Florești             | Cetatea Fetei        |                              |            | 46°43′52″N 23°29′50″E / 46.73098°N 23.49709°E           | Încărcați imagine | Raportați eroare |
| 57715.09.04                              | Situl arheologic de la Florești - Cetatea Fetei / ansamblu anonim (Categorie: locuire) (Tip: așezare deschisă)                                    | sat Florești, comuna Florești             | Cetatea Fetei        |                              |            | 46°43′52″N 23°29′50″E / 46.73098°N 23.49709°E           | Încărcați imagine | Raportați eroare |